# 5383 Leavitt
För andra betydelser, se Leavitt.
5383 Leavitt eller 4293  T-2 är en asteroid i huvudbältet som upptäcktes den 29 september 1973 av de holländsk-amerikanska astronomerna Cornelis Johannes van Houten, Ingrid van Houten-Groeneveld och Tom Gehrels. Den fick senare namn efter den amerikanska astronomen Henrietta Swan Leavitt.
Den tillhör asteroidgruppen Koronis.
Leavitts senaste periheliepassage skedde den 5 januari 2022.